# Майнська ГЕС
Майнська ГЕС — гідроелектростанція на річці Єнісей у селища Майна, Хакасія. Входить до Єнісейського каскаду ГЕС.

## Загальні відомості
Будівництво ГЕС почалося у 1979 , закінчилося у 1987 . ГЕС побудована за руслової схемою. Склад споруд ГЕС:
- лівобережна гравійно-галькова гребля завдовжки по гребеню 120 м і найбільшою висотою 24 м;
- руслова і правобережна ґрунтові греблі загальною довжиною 505 м і найбільшою висотою 30 м;
- бетонна водоскидних гребля завдовжки по гребеню 132,5 м і найбільшою висотою 31 м;
- будівля ГЕС.

По спорудах ГЕС прокладений автодорожній перехід.
Потужність ГЕС — 321 МВт, середньорічне вироблення — 1,72 млрд кВт·год. У русловій будівлі ГЕС встановлено 3 поворотно-лопатевих гідроагрегати потужністю по 107 МВт, що працюють при розрахунковому напорі 16,9 м. Напірні споруди ГЕС утворюють Майнське водосховище завдовжки 21,5 км, завширшки до 0,5 км, завглибшки до 13 м, площею 11,5 км², повною й корисною ємністю 116 і 70,9 млн м³.
Майнська ГЕС спроєктована інститутом «Ленгідропроект».
Гідротурбіни ГЕС виявилися невдало спроєктовані і не змогли працювати в поворотно-лопатевому режимі, в результаті лопаті були зафіксовані на певний кут, що істотно знизило ефективність роботи ГЕС. У 2006 робоче колесо одного з гідроагрегатів було замінено, що дозволило збільшити вироблення електрики станцією. Планується заміна робочих коліс решти гідроагрегатів, а також будівництва ще однієї будівлі ГЕС з двома гідроагрегатами, що дозволить істотно збільшити потужність станції.

## Економічне значення
Майнська ГЕС є контррегулятором Саяно-Шушенської ГЕС, згладжуючи коливання рівня води в Єнісеї, що виникають при зміні режимів роботи цієї потужної ГЕС. Одним з основних регіональних споживачів електроенергії МГЕС є Саянський алюмінієвий завод, що належить ВАТ РУСАЛ. При ГЕС організовано форелеве господарство.
Майнська ГЕС входить до складу філії «Саяно-Шушенська ГЕС імені П. С. Непорожнего», що входить до ВАТ «РусГідро».

## Ресурси Інтернету
- Офіційний сайт філії ВАТ «РусГідро» — «Саяно-Шушенська ГЕС імені П. С. Непорожнего»(рос.)
- Опис Майнської ГЕС на сайті ВАТ «РусГідро»(рос.)
- Опис Майнської ГЕС на сайті Інституту Ленгідропроект [Архівовано 23 вересня 2013 у Wayback Machine.](рос.)